# Corona (Demon Wars)
Corona è il mondo in cui si svolgono gli eventi narrati nella saga di Demon Wars scritta da R.A. Salvatore

## Geografia
Alpinador
È la nazione più settentrionale del pianeta ed è una regione montuosa, dagli inverni particolarmente rigidi e lunghi. Non ci sono grandi città e nemmeno uno stato centralizzato, in quanto la conformazione del territorio rende ciascun villaggio una nazione a sé, troppo isolati, per poter obbedire alle leggi di un eventuale governo. Durante l'invasione dell'esercito di Bestesbulzibar, numerosi villaggi sono stati distrutti e a lungo il reame è stato tagliato in due dagli invasori. La Chiesa Abellicana da più di cento anni sta tentando di convertire la popolazione come testimoniano le molte Missioni instaurate sul territorio.
Barbacan
È una terra pericolosa, infestata da orchetti e giganti, situata nella zona nord- occidentale di Corona. Un cerchio di alti monti protegge un'ampia vallata in cui si innalza il Monte Aida: un vulcano che per secoli ospitò il quartier generale del Demone Dactyl. Dopo lo scontro con Avelyn Desbris la cima del monte saltò in aria: l'esplosione venne avvertiata anche a centinaia di chilometri di distanza.
Andur'Blough Inninness
Conosciuto anche come la Valle di Nebbia o la Foresta di Nubi, questa mistica valle nasconde agli uomini Caer'alfar, la città dei Touel'alfar: lo strato di nebbia che avvolge la valle soffoca gli intrusi e rende il clima sempre gradevole adatto allo sviluppo della lussureggiante flora. È il luogo dove Elbryan Wyndon, Nightbird, è stata allevato e addestrato, dopo la distruzione di Dundalis.
Brughiera
È situata tra Andur'Blough Inninness e le Terre dei Boschi. I coloni insediati al limitare delle Terre Selvagge la chiamavano con affetto le Fosse di Zuppa per via dei numerosi bacini superficiali di acqua stagnante che rendevano il terreno molle come fanghiglia e permettevano la sopravvivenza di numerose zanzare.
Honce-the-Bear
È il più grande regno di Corona e la sua capitale è la grande città di Ursal, sede della famiglia reale. Il reame è tagliato trasversalmente dal grande fiume Masur Deleval, che raggiunge una larghezza di addirittura 30 km. Le altre città più importanti della nazione sono Palmaris ed Entel. Honce-the-Bear ha l'onore di ospitare il monastero di St. Mere-Abelle, il più importante centro religioso della zona settentrionale del mondo. Il reame si affaccia a ovest, con il Golfo di Corona, sull'Oceano Mirianico. Spesso queste terre costiere sono soggette ad incursioni marittime dei perfidi Powrie e per questo motivo l'esercito regio ha costruito tre fortezze per presidiarle: Pireth Tulme sulla costa meridionale, pireth Vanguard sulla costa settentrionale e Pireth Danguard nel centro del golfo.
Terre dei Boschi
Questa regione, al confine con le Terre Selvagge, non è soggetta a nessuno dei tre regni degli uomini, ma il fatto che sia popolata in prevalenza da coloni di Honce-the-Bear favorisce i mercanti di Ursal a gestire il fiorente mercato del legname. I villaggi presenti nella zona prima dell'invasione dell'esercito del dactyl erano: Dundalis, Weedy Meadow ed End-o-the-world
Behren
È il regno meridionale del mondo di Corona, caratterizzato da vasti deserti e giungle impenetrabili. È governata dagli jathol, leader religiosi che dominano ogni aspetto della vita della gente; la capitale del reame è Jacintha, sede della corte del condottiero Chezru, il prete yathol di rango più elevato, considerato onnipotente e invincibile. È noto che nel Behren la schiavitù è tollerata.
Isole Julianthes
Questo arcipelago si trova nel lontano nord-ovest dell'Oceano Mirianico; conosciute anche come le Isole Avvizzite, sono la patria dei nani Powrie.
Isola di Pimaninicuit
Isola equatoriale, dalle spiagge nere, situata nel cuore dell'Oceano Mirianico. Ogni 173 anni una pioggia meteorica devasta l'isola depositando gemme preziose dai poteri magici: i monaci devono recuperare e preparare le gemme prima che queste possano essere utilizzate. Tuttavia, Se i monaci non riescono a completare i riti preparatori entro un breve periodo di tempo, le gemme perdono il loro potenziale magico e diventano delle ordinarie pietre preziose. L'ubicazione dell'isola è conosciuta solo dagli alti prelati dell'abbazia di St-Mere-Abelle.

## Razze
Corona è popolato da diverse specie che nel tempo si sono insediati in zone diverse del pianeta, entrando tuttavia, spesso e volentieri, in conflitto tra di loro:
- Touel'alfar: sono Elfi esili di costituzione e bassi di statura con pelle e ali quasi trasparenti sebbene, all'occorrenza, possono diventare totalmente invisibili. Vivono a lungo (anche 1000 anni) ma sono poco prolifici; durante la guerra definitiva affrontarono le forze di Bestesbulzibar e furono quasi sterminati: per preservare la propria specie e la propria cultura furono costretti ad auto-isolarsi in luoghi remoti, protetti dalla loro magia, e a disinteressarsi degli eventi che accadevano a Corona. Da quel momento ogni elfo doveva porre al di sopra di ogni altra cosa il bene del proprio popolo.

- Powrie: sono gli astuti e bellicosi nani delle Julianthes, le Isole Avvizzite; sono noti anche come berretti insaguinati per la loro macabra abitudine di immergere il berretto nel sangue delle vittime: la tonalità di rosso del cappello determina così lo status sociale tra i propri simili. Odiano gli umani più di qualsiasi altra cosa e hanno una resistenza fisica notevole.

- Orchetti: Nonostante siano la razza più numerosa su Corona, sono anche la più disorganizzata e per questo motivo la loro pericolosità per i regni umani è sempre stata abbastanza bassa. Sono alti appena un metro e venti, la loro pelle è giallastra e hanno denti affilati. Sono aggressivi e violenti, si muovono in piccole bande e popolano le terre più settentrionali di Corona.

- Giganti fomoriani: sono alti 4 metri e hanno una grande forza. Non sono molto loquaci e intelligenti e raramente attaccano gli umani preferendo di gran lunga nutrirsi dei deboli orchetti. Le loro tribù vivono sulle catene montuose del nord

- Umani: la razza umana si è insediata nei due grandi regni di Honce-the-bear e del Behren e seguono rispettivamente la legge della Chiesa Abellicana e degli jathol. Bestesbulzibar mira alla loro completa distruzione e da secoli persegue questo scopo scatenando il flagello della guerra nelle loro terre civilizzate.

## Storia
Il tempo a Corona è riportato secondo il calendario della Chiesa Abellicana, che prende come anno 0, la morte di Sant'Abelle. Le vicende della saga hanno inizio con il risveglio di Bestesbulzibar, nel primo romanzo, nell'anno di Dio 816 e terminano con il sesto romanzo nell'anno 857
- Anno di Dio 1- Grande Epifania. Si concretizza il Rinnovamento che separa il Vecchio Canone dal Nuovo Canone, sancendo la nascita della Chiesa Abellicana.

- Anno di Dio 67- Guerra tra il regno di Behren e il regno di Honce-the-Bear per il controllo dei passi della catena montuosa della Cintura-e-Fibbia. Una carestia provocata dai monaci abellicani mette in ginocchio il Behren facendo vincere il conflitto al reame del nord.

- Anno di Dio 129- Primo viaggio sull'isola segreta di Pimmanicuit da parte dei monaci di St. Mere-Abelle, dopo la Grande Epifania.

- Anno di Dio 412- Honce-the-Bear è colpito dalla peste rosata; le aree meridionali del regno furono devastate: 1 bearmano su 7 venne ucciso.

- Anno di Dio 516- Bestesbulzibar, il demone dactyl si risveglia. Comincia la Guerra Definitiva che stermina i 4/5 della popolazione elfica, costringendoli all'isolamento. Terranen Dinoniel muore mentre sconfigge il dactyl.

- Anno di Dio 517- Si verifica un'epidemia di peste rosata che si protrarrà per i successivi 12 anni. La malattia devastò tutte le regioni del Golfo di Corona. Quasi la metà della popolazione di Honce-the-Bear fu uccisa e anche il Behren fu gravemente colpito dal morbo.

- Anno di Dio 720- Nel villaggio Alpinadoriano di Fuldebarrow, la popolazione locale massacra i monaci della Missione di St. Precious. Il Regno di To-grai-ru viene conquistato dal Behren.

- Anno di Dio 804- Nel villaggio di Dundalis nascono Elbryan wyndon e Jilseponie Ault

- Anno di Dio 816- Bestesbulzibar si risveglia nuovamente. Avelyn Desbris entra a St.-Mere-Abelle. Dundalis viene distrutto dagli orchetti.

- Anno di Dio 821- La pioggia di gemme magiche si verifica su Pimaninicuit. A Palmaris viene celebrato il matrimonio tra Jilseponie Ault e Connor Bildeborough.

- Anno di Dio 823- Elbryan Wyndon termina il suo addestramento a Caer'alfar e assume il nome di Nightbird

- Anno di Dio 824- I powrie attaccano la fortezza di Pireth Tulme, sulle coste di Honce-the-Bear. Il duca Tetrafel comincia l'esplorazione delle terre selvagge occidentali.

- Anno di Dio 827: Fuesa Agronguerre, abate dell'abbazia di St.Belfour, viene eletto Padre Abate della Chiesa Abellicana.

- Anno di Dio 828: La peste rosata fa la sua comparsa nelle regioni orientali del regno di Honce-the-Bear.

## La Magia
(R. A. Salvatore)

### Le pietre dell'Anello
In questo mondo, le Pietre dell'Anello sono la fonte di tutta la magia buona. Esse giungono su Corona cadendo dal cielo, dall'Alone (l'eterna aurora che si ammira nelle notti serene e prive di nuvole), sull'isola segreta di Pimaninicuit dove vengono raccolte ogni 173 dai monaci della Chiesa Abellicana, che sono per lo più gli unici praticanti delle arti magiche.
Ogni pietra ha uno specifico potere e in genere più sono grandi più potenza magica possiedono, anche se l'effetto che sprigionano dipende molto dal talento e dalla resistenza fisica del "mago".
Di seguito sono elencate le Pietre dell'Anello più comuni:
- Ambra: permette all'utilizzatore di camminare sull'acqua.

- Grafite: genera fulmini consumando molte delle forze del mago.

- Magnetite: a comando vola verso una superficie metallica, tanto velocemente da essere più letale di un colpo di balestra.

- Malachite: crea un campo di energia immateriale all'interno del quale ogni oggetto diventa leggero come l'aria.

- Quarzo: incrementa la vista del mago, permettendogli di scrutare zone a decine di chilometri di distanza.

- Quarzo grigio: genera e proietta un'illusione che l'utilizzatore immagina nella sua mente.

- Rubino: genera un'esplosione di fuoco sferica tutto intorno alla gemma. Il mago non è meno vulnerabile al fuoco di qualsiasi altra persona.

- Serpentino: crea una barriera immateriale che blocca il fuoco e il calore.

- Crisoberillio: permette all'utilizzatore di vedere al buio; per questo motivo è spesso chiamato occhi di gatto.

- Granato: consente al mago di individuare le emanazioni dovute all'uso di una pietra magica. Per questo motivo viene chiamata pietra di ricerca o Occhio di Drago.

- Turchese: permette di comunicare con gli animali.

- Diamante: proietta luce ed emana calore; può essere anche usato per oscurare le fiamme.

- Artiglio di Tigre: l'utilizzatore trasforma un proprio braccio in una zampa anteriore di una tigre; usando a fondo il potere della gemma è possibile estendere la mutazione a tutto il corpo diventando un felino dotato di intelligenza umana,

- Pietra del Sole: può annullare o ridurre tutta la magia in una zona rendendo inutile le pietre magiche.

- Ematite: la cosiddetta Pietra dell'anima dai numerosi effetti. Può essere utilizzata per fa uscire la propria anima dal corpo fisico: in questo stato, l'anima istintivamente cerca di possedere altri organismi, tramite una sorta di combattimento che coinvolge le forze di volontà dei due esseri. Questa pietra viene utilizzata per curare malattie e risanare le ferite.

### Magia dei Touel'alfar
Si manifesta attraverso il loro canto melodioso con cui potevano indurre un uomo al sonno e che poteva aprire le nebbie perpetue di Andur'Blough Inninness ogni notte e indurle a estendersi con il sorgere del sole. Grazie al loro canto possono parlare con le piante per avere informazioni o manipolarle con il loro potere in modo da ricavare da esse prodotti unici come balsami risananti o il prezioso silvereel, il metallo delle armi dei Touel'alfar. Era il canto magico a permettere ad Andur'Blough Inninness di mantenere la sua soprannaturale bellezza.

### Magia della terra
È la fonte della magia malvagia, il potere dei Demoni Dactyl: Aztemephostophe, Pelucine, Decambrinezarre, Ouwillar e Bestesbulzibar ne fanno largo uso per tormentare l'umanità. In particolare, essi traggono potere dal magma, manipolandolo a piacimento, ora scagliando fiumi di lava contro gli avversari, ora creando statue viventi di pietra. Bestesbulzibar era in grado anche di scagliare fulmini e generare getti di fuoco senza l'utilizzo di pietre magiche.

### Oggetti incantati
- Difensore: spada magica appartenuta prima a Connor Bildeborough, e successivamente a Jilsepoie Ault, nel cui pomo, erano incastonate delle magnetiti che durante un combattimento attiravano l'arma dell'avversario sulla lama, proteggendo il proprietario da eventuali affondi o colpi improvvisi.

- Anello di Crump: anello d'oro provvisto di una piccola ematite che avvia un lento ma costante processo di guarigione sulle ferite di chi lo indossa. Questo oggetto magico rese celebre Mastro Crump di Palmaris, noto mercante della città, per essere uscito vivo anche dagli scontri più sanguinosi. Quando De Unnero ne entrò in possesso, l'oggetto si fuse con il suo corpo, donandogli di fatto l'immortalità.

- Liuto di Sadyie: strumento musicale incantato che ha il potere di controllare gli animali selvatici.